# روبين بريمو
روبين بريمو (بالإسبانية: Rubén Primo Iznardo)‏ هو لاعب كرة قدم إسباني في مركز الدفاع، ولد في 12 أبريل 1990 في بلنسية في إسبانيا. لعب مع النادي الرياضي بدانية وتيراتشينا كالشيو ونادي ألميريا ب ونادي ألميريا.